# Vườn quốc gia Abel Tasman
Vườn quốc gia Abel Tasman là một vườn quốc gia ở New Zealand, nằm giữa vịnh Golden và Tasman ở phía bắc của đảo Nam. Nó được đặt tên sau khi Abel Tasman, một nhà thám hiểm đã tới đây vào năm 1642 và trở thành nhà thám hiểu châu Âu đầu tiên nhìn thấy New Zealand và vịnh Golden.

## Lịch sử
Nó được thành lập vào năm 1942, chủ yếu thông qua các nỗ lực của các nhà nghiên cứu điểu học Perrine Moncrieff. Moncrieff phục vụ trong ban quản trị vườn quốc gia từ năm 1943 đến năm 1974.
Vườn quốc gia được mở cửa vào ngày 18 tháng 12 năm 1942 để đánh dấu kỷ niệm thứ 300 chuyến thăm của nhà thám hiểm Abel Tasman. Những người tham dự tại lễ khánh thành tại Tarakohe bao gồm Charles van der Plas, người đại diện cho Nữ hoàng Wilhelmina của Hà Lan, người thực hiện bảo trợ cho vườn quốc gia này.
Ý tưởng thành lập vườn quốc gia tại đây đã được xem xét từ trước đó, vào tháng 5 năm 1938 khi Hoàng gia dành 37.622 mẫu Anh tức là 21.900 ha rừng của Nhà nước đề xuất, 14.354 mẫu đất Hoàng gia và 1.368 ha đất dự trữ khác cũng đã được dành cho vườn quốc gia. Công ty Xi măng Vịnh Golden cũng đã hiến đất cho vườn quốc gia. Lịch sử các lần ghé thăm vườn quốc gia bắt đầu từ nhà thám hiểm Tasman ghé thăm vào năm 1642, D'Uville vào năm 1827, và hai chiếc thuyền nhiều cột buồm có tên là Whitby và Will Watch của Công ty New Zealand trong năm 1841.
Vào năm 1946, diện tích của nó đã được mở rộng lên tới 38.386 mẫu Anh với việc mua thêm đất xung quanh khu vực. Hơn 2.085 mẫu Anh ở Totaranui trước đây thuộc sở hữu của William Gibbs, đã được mua lại bởi JS Campbell vào năm 1949 và được bổ sung vào diện tích vườn quốc gia. Trong năm 2008, tiếp tục có thêm 7,9 km 2 (3,1 sq mi) diện tích đất được mở rộng.

## Tự nhiên
Với diện tích 225,3 km2 (87,0 dặm vuông Anh), đây là vườn quốc gia nhỏ nhất tại New Zealand. Nó bao gồm các cánh rừng rừng, đất đồi núi ở phía bắc của Thung lũng sông Takaka và Riwaka và được bao bọc bởi Vịnh Golden và Tasman ở phía bắc. Vườn quốc gia bao gồm một số hòn đảo ngoài khơi bờ biển bao gồm cả quần đảo Tata ở vịnh Golden, và đảo Tonga, Adele, và Fisherman trong vịnh Tasman.
Tuy nhiên, vườn quốc gia này lại không bao gồm các bờ biển liền kề, những bãi biển được công bố như là một cảnh đẹp dữ trữ có tổng diện tích 7,74 km2 (2,99 dặm vuông Anh). Các khu bảo tồn biển trên đảo Tonga giáp một phần với vườn quốc gia.
Đây là nhà của một số loài chim bao gồm là Hải âu, Cốc biển, Chim cánh cụt, Mòng biển, Nhàn biển, Diệc. Các loài thú thì có chuột túi cây, lợn rừng, Hươu và Dê.
Thành phố lớn và gần nhất là Motueka, nằm cách vườn quốc gia 20 km (12 dặm) về phía nam.

## Hình ảnh

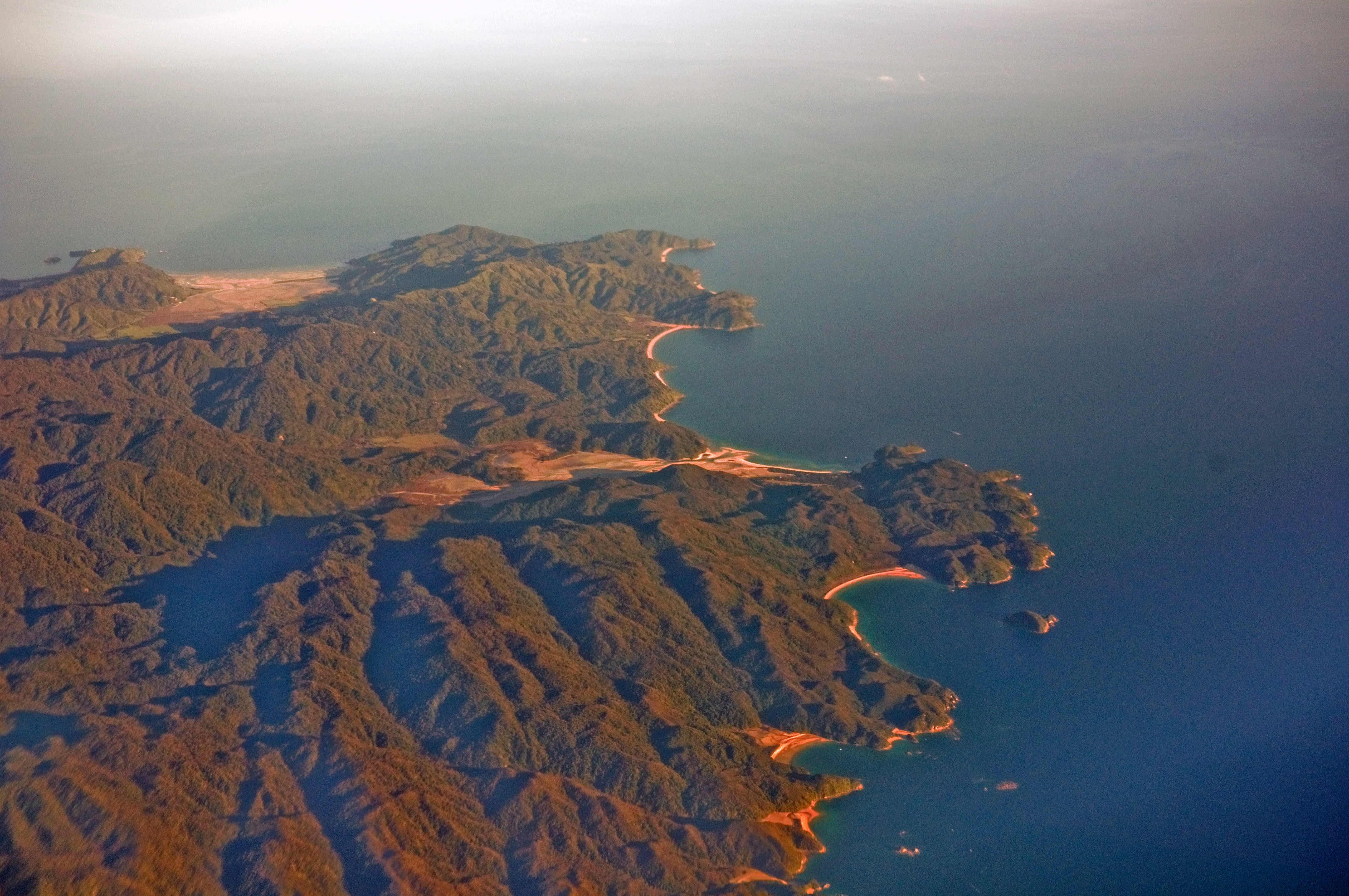
Vườn quốc gia Abel Tasman từ bầu trời
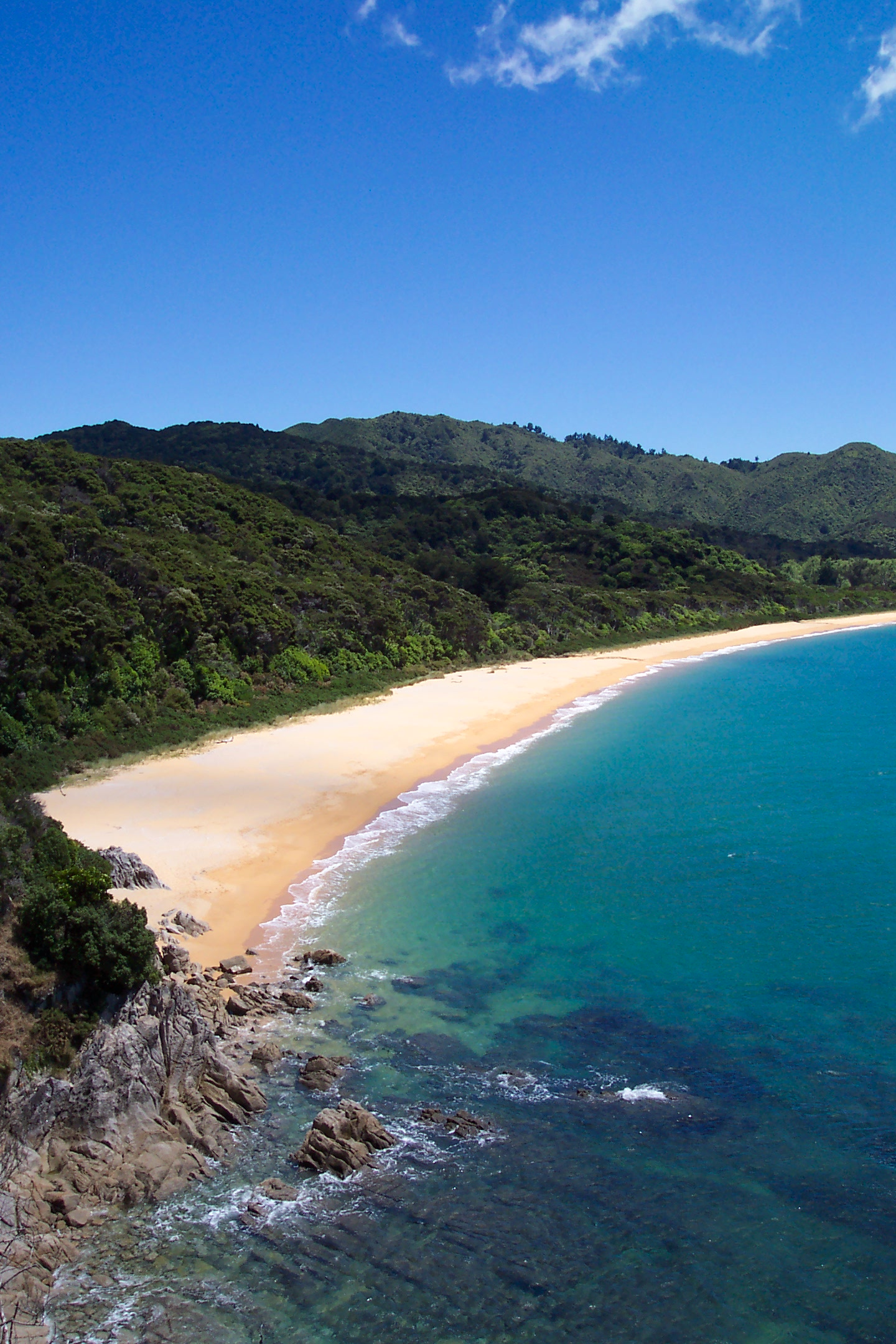
Totaranui là bãi biển dài 1 km và là vị trí cắm trại rất đẹp.
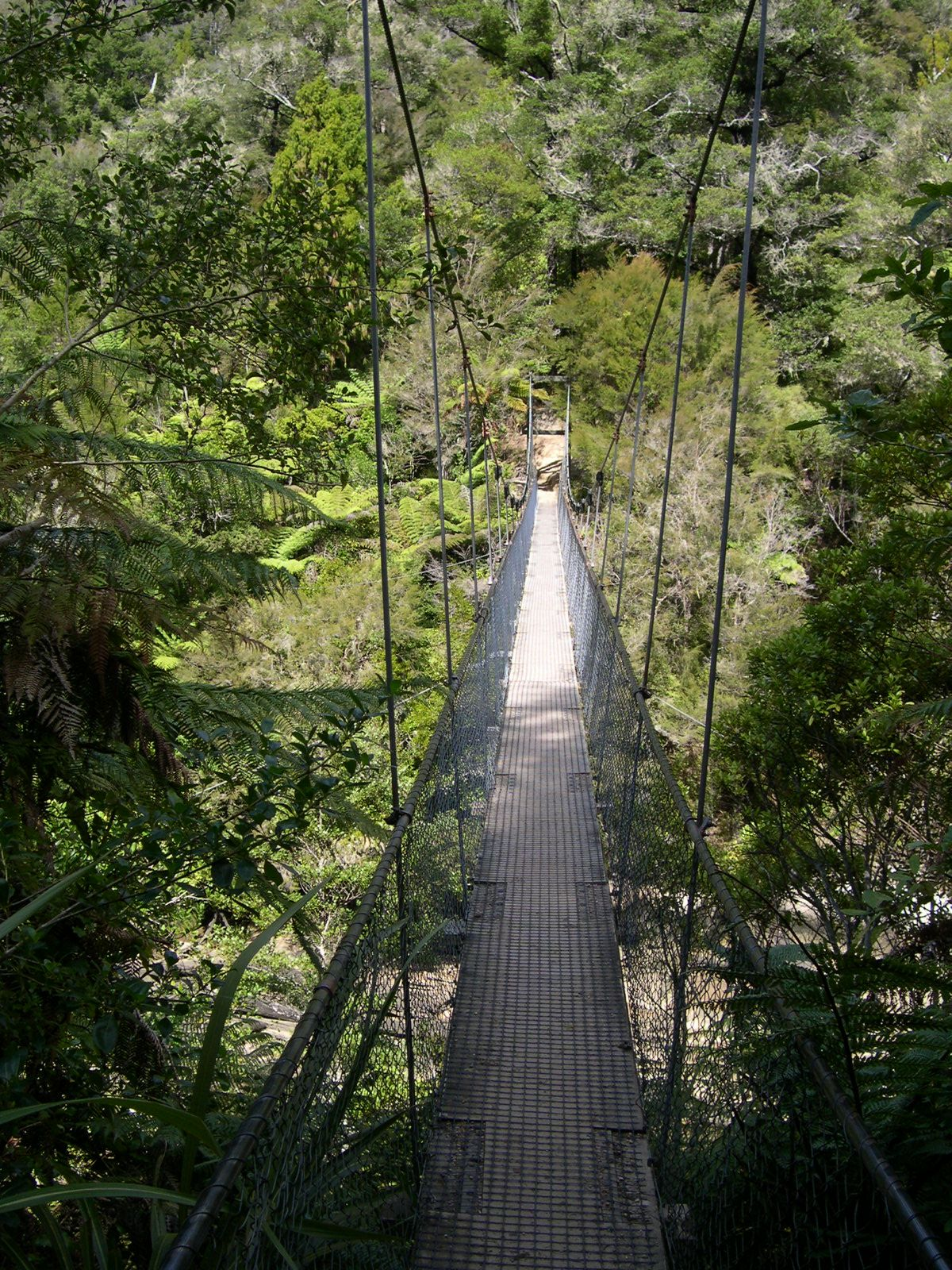
Một cây cầu treo.